# Real Oviedo Vetusta
El Real Oviedo Vetusta és un club de futbol asturià amb seu a Oviedo, a la comunitat autònoma d'Astúries. Fundat l'any 1929 com a Unión Sportiva Ovetense, és l'equip filial del Reial Oviedo, i actualment juga a Tercera Federació. Celebra els partits a casa a El Requexón, amb una capacitat de 3.000 places.

## Història
Fundat el 1929 com a Unión Sportiva Ovetense, el 1940 el club va ser rebatejat com a Societat Deportiva Vetusta. El Vetusta va arribar a les categories nacionals deu anys després, i fins i tot va gaudir d'11 temporades a la tercera divisió, amb dos períodes de quatre anys.
Després del descens del primer equip al tercera divisió, el club va desaparèixer l'any 2003, es va reformar tres anys després i va recuperar part de la seva denominació original (Vetusta) el 2008. Després de tornar a Tercera Divisió, grup 2, el club va acabar 8è la temporada 2010-11.

### Canvis de nom
- Unió Sportiva Ovetense (1929–1940)
- Societat Deportiva Vetusta (1940–1979)
- Aficionats al Reial Oviedo (1979–1989)
- Societat Deportiva Vetusta (1989–1991)
- Reial Oviedo B (1991–2003; 2006–2021)
- Real Oviedo Vetusta (2021-present)[3]

## Temporada a temporada
- Com a equip de formació

| Temporada | Nivell | Divisió | Lloc | Copa del Rei |
| --------- | ------ | ------- | ---- | ------------ |
| 1931–32   | 5      | 2a Reg. |      |              |
| 1932–33   | 5      | 2a Reg. |      |              |
| 1934–34   | 3      | 3a      | 3r   |              |
| 1934–35   | 5      | 2a Reg. |      |              |
| 1935–36   | 5      | 2a Reg. |      |              |
| 1939–40   | 4      | 1a Reg. | 2n   |              |
| 1940–41   | 4      | 1a Reg. | 6è   |              |
| 1941–42   | 3      | 1a Reg. | 9è   |              |
| 1942–43   | 4      | 2a Reg. |      |              |
| 1943–44   | 4      | 1a Reg. | 6è   |              |
| 1944–45   | 4      | 1a Reg. | 5è   |              |
| 1945–46   | 4      | 1a Reg. |      |              |
| 1946–47   | 4      | 1a Reg. | 2n   |              |
| 1947–48   | 4      | 1a Reg. | 2n   |              |
| 1948–49   | 4      | 1a Reg. | 4t   |              |
| 1949–50   | 4      | 1a Reg. | 1r   |              |
| 1950–51   | 3      | 3a      | 13è  |              |
| 1951–52   | 3      | 3a      | 9è   |              |
| 1952–53   | 3      | 3a      | 15è  |              |
| 1953–54   | 4      | 1a Reg. | 4t   |              |

| Temporada | Nivell | Divisió    | Lloc | Copa del Rei |
| --------- | ------ | ---------- | ---- | ------------ |
| 1954–55   | 4      | 1a Reg.    | 2n   |              |
| 1955–56   | 4      | 1a Reg.    | 10è  |              |
| 1956–57   | 5      | 2a Reg.    |      |              |
| 1957–58   | 5      | 2a Reg.    |      |              |
| 1958–59   | 5      | 2a Reg.    |      |              |
| 1959–60   | 5      | 2a Reg.    | 1r   |              |
| 1960–61   | 4      | 1a Reg.    | 4t   |              |
| 1961–62   | 4      | 1a Reg.    | 1r   |              |
| 1962–63   | 3      | 3a         | 4t   |              |
| 1963–64   | 3      | 3a         | 13è  |              |
| 1964–65   | 3      | 3a         | 6è   |              |
| 1965–66   | 3      | 3a         | 7è   |              |
| 1966–67   | 3      | 3a         | 7è   |              |
| 1967–68   | 3      | 3a         | 6è   |              |
| 1968–69   | 3      | 3a         | 13è  |              |
| 1969–70   | 3      | 3a         | 7è   | 1r round     |
| 1970–71   | 3      | 3a         | 19è  | 1r round     |
| 1971–72   | 4      | 1a Reg.    | 3r   |              |
| 1972–73   | 4      | 1a Reg.    | 10è  |              |
| 1973–74   | 4      | Reg. Pref. | 14è  |              |

| Temporada | Nivell | Divisió    | Lloc | Copa del Rei |
| --------- | ------ | ---------- | ---- | ------------ |
| 1974–75   | 4      | Reg. Pref. | 12è  |              |
| 1975–76   | 4      | Reg. Pref. | 12è  |              |
| 1976–77   | 4      | Reg. Pref. | 9è   |              |
| 1977–78   | 5      | Reg. Pref. | 4t   |              |
| 1978–79   | 5      | Reg. Pref. | 1r   |              |
| 1979–80   | 4      | 3a         | 9è   | 1r round     |
| 1980–81   | 4      | 3a         | 16è  | 1r round     |
| 1981–82   | 4      | 3a         | 9è   |              |
| 1982–83   | 4      | 3a         | 3r   |              |

| Temporada | Nivell | Divisió | Lloc | Copa del Rei |
| --------- | ------ | ------- | ---- | ------------ |
| 1983–84   | 4      | 3a      | 5è   | 2n round     |
| 1984–85   | 4      | 3a      | 9è   | 2n round     |
| 1985–86   | 4      | 3a      | 11è  |              |
| 1986–87   | 4      | 3a      | 7è   |              |
| 1987–88   | 4      | 3a      | 1r   |              |
| 1988–89   | 3      | 2a B    | 19è  |              |
| 1989–90   | 4      | 3a      | 1r   |              |
| 1990–91   | 3      | 2a B    | 10è  |              |

- Com a equip filial

| Temporada | Nivell | Divisió    | Lloc |
| --------- | ------ | ---------- | ---- |
| 1991–92   | 3      | 2a B       | 11è  |
| 1992–93   | 3      | 2a B       | 9è   |
| 1993–94   | 3      | 2a B       | 11è  |
| 1994–95   | 3      | 2a B       | 17è  |
| 1995–96   | 4      | 3a         | 2n   |
| 1996–97   | 3      | 2a B       | 12è  |
| 1997–98   | 3      | 2a B       | 12è  |
| 1998–99   | 3      | 2a B       | 13è  |
| 1999–00   | 3      | 2a B       | 18è  |
| 2000–01   | 4      | 3a         | 2n   |
| 2001–02   | 3      | 2a B       | 18è  |
| 2002–03   | 4      | 3a         | 4t   |
| 2003–04   | DNP    | DNP        | DNP  |
| 2004–05   | DNP    | DNP        | DNP  |
| 2005–06   | DNP    | DNP        | DNP  |
| 2006–07   | 7      | 2a Reg.    | 2n   |
| 2007–08   | 7      | 2a Reg.    | 2n   |
| 2008–09   | 6      | 1a Reg.    | 1r   |
| 2009–10   | 5      | Reg. Pref. | 2n   |
| 2010–11   | 4      | 3a         | 8è   |

| Temporada | Nivell | Divisió | Lloc    |
| --------- | ------ | ------- | ------- |
| 2011–12   | 4      | 3a      | 17è     |
| 2012–13   | 4      | 3a      | 5è      |
| 2013–14   | 4      | 3a      | 12è     |
| 2014–15   | 4      | 3a      | 3r      |
| 2015–16   | 4      | 3a      | 7è      |
| 2016–17   | 4      | 3a      | 5è      |
| 2017–18   | 4      | 3a      | 1r      |
| 2018–19   | 3      | 2a B    | 5è      |
| 2019–20   | 3      | 2a B    | 12è     |
| 2020–21   | 3      | 2a B    | 7è / 4t |
| 2021–22   | 5      | 3a RFEF | 1r      |
| 2022–23   | 4      | 2a Fed. | 7è      |
| 2023–24   | 4      | 2a Fed. | 16è     |
| 2024–25   | 5      | 3a Fed. |         |

- 14 temporades a Segona Divisió B
- 2 temporades a Segona Federació
- 34 temporades a Tercera Divisió
- 2 temporades a Tercera Federació /Tercera Divisió RFEF

## Palmarès
- Tercera Divisió: 1987–88, 1989–90, 2017–18